# Philodromus orientalis
Philodromus orientalis är en spindelart som beskrevs av Schenkel 1963. Philodromus orientalis ingår i släktet Philodromus och familjen snabblöparspindlar. Inga underarter finns listade i Catalogue of Life.